# Turgidodon
Turgidodon es un género extinto de marsupiales didelfimorfos de la familia Didelphidae. Todos los hallazgos están datados en el Cretáceo Superior.

## Especies
Se han descrito siete especies de Turgidodon , todas ellas norteamericanas. 
- Turgidodon lillegraveni Cifelli, 1990 - Texas y Utah,  Estados Unidos.
- Turgidodon madseni Cifelli, 1990 - Utah,  Estados Unidos.
- Turgidodon parapraesagus (Rigby & Wolberg, 1987) - Nuevo México,  Estados Unidos.
- Turgidodon petiminis Storer, 1991 - Saskatchewan,  Canadá.
- Turgidodon praesagus (Russell, 1952) - Alberta,  Canadá y Montana,  Estados Unidos.
- Turgidodon rhaister (Clemens, 1966) - Alberta,  Canadá y Montana y Wyoming,  Estados Unidos.
- Turgidodon russelli (Fox, 1979) -  Canadá y  Estados Unidos.

En The Paleontology Database aparece clasificado en la familia Alphadontidae, sinónimo de la subfamilia Alphadontinae que se integra en Didelphidae.